# تجريد من الجنسية

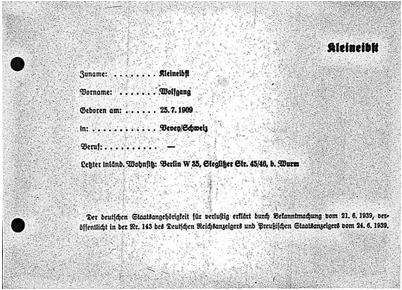
بطاقة فهرسة للتجريد من الجنسية لعام 1939

التجريد من الجنسية هو فقدان المواطنة ضد إرادة الشخص المعني. غالبًا ما يُطبق التجريد من الجنسية على الأقليات العرقية والمعارضين السياسيين. يمكن أن يكون التجريد من الجنسية عقوبة على الأفعال التي تعتبرها الدولة إجرامية، وغالبًا ما يكون ذلك فقط بسبب الأخطاء في عملية التجنس مثل الاحتيال. منذ هجمات 11 سبتمبر، تزايدت عمليات إسقاط جنسية الأشخاص المتهمين بالإرهاب. بسبب الحق في الجنسية، المعترف به في العديد من المعاهدات الدولية بما في ذلك المادة 15 من الإعلان العالمي لحقوق الإنسان، غالبًا ما يُعتبر التجريد من الجنسية انتهاكًا لحقوق الإنسان.

## تعريف
التجريد من الجنسية هو حالة إلغاء المواطنية أو الجنسية من قبل الدولة ضد رغبة المواطن. من الناحية العملية، قد لا يكون هناك تمييز واضح بين الإلغاء غير التوافقي والتخلي عن الجنسية. تميز بعض المصادر بين التجريد من الجنسية، باعتباره عكس التجنيس، وبين التجريد من الجنسية، باعتباره إلغاء الجنسية بشكل عام.

## نبذة تاريخية
يمكن اعتبار التجريد من الجنسية شكلًا جديدًا من عادة النفي القديمة، والتي انخفض استخدامها بعد إنشاء السجون وتقليص الأراضي التي تعتبر أرضًا مباحةً. أدت الممارسة البريطانية للترحيل الجزائي إلى إرسال 380 ألف شخص إلى المنفى في أجزاء أخرى من الإمبراطورية خلال منتصف القرن التاسع عشر. تطورت الممارسة الحديثة لنزع الجنسية في أواخر القرن التاسع عشر في الوقت نفسه الذي تطورت فيه ضوابط الهجرة. في أعقاب نمو دولة الرفاهية، أضفت العديد من البدان الشرعية على الهجرة وسحب الجنسية لأسباب عملية لتجنب الاضطرار إلى دعم العائدين الفقراء. جردت الإمبراطورية الألمانية جميع المهاجرين الذين كانوا في الخارج لمدة عشر سنوات لتجنب عودة المهاجرين غير الناجحين. واجه المواطنون المتجنسون الذين عادوا إلى بلدهم الأصلي فقدان جنسيتهم الجديدة حيث اعتبروا أنهم قطعوا علاقاتهم مع ذلك البلد. في قانون الجنسية الكندي، استمرت هذه الممارسة حتى عام 1974. سمح القانون الفرنسي بالتجريد من الجنسية منذ أواخر القرن التاسع عشر، لكنه نادرًا ما استخدِم قبل الحرب العالمية الأولى.
وفقًا لنظام الدولة الحديث، يقع على عاتق الدول واجب الاعتراف بمواطنيها ويجوز لها طرد غير المواطنين. في معظم أنحاء العالم الغربي، مُررت قوانين التجريد من الجنسية في أوائل القرن العشرين، بما في ذلك قانون التجنس لعام 1906 في الولايات المتحدة، والقوانين الفرنسية في عامي 1915 و1927، وقانون الجنسية البريطانية ووضع الأجانب في عامي 1914 و1918. عززت الحرب العالمية الأولى التدقيق في ولاء المواطنين المتجنسين، ما أدى إلى زيادة في نزع الجنسية، استخدمت جميع الأطراف المتحاربة تقريبًا التجريد من الجنسية. في كثير من الحالات، كان الانشقاق السياسي (خاصة المعتقدات الشيوعية) أو التعاطف المشتبه به مع دولة معادية هو السبب وراء التجريد من الجنسية، على الرغم من أن عملية التجريد استهدفت في المقام الأول الأشخاص بناءً على مكان ميلادهم. استمرت قوانين التجريد من الجنسية، التي اعتمِدت إجراءً طارئًا خلال الحرب، بعد ذلك.
ذروة التجريد من الجنسية كانت في النصف الأول من القرن العشرين. يقول عالم الاجتماع ديفيد سكوت فيتزجيرالد: «رافقت عمليات التجريد من الجنسية العنصرية عمليات الطرد ونقل السكان على نطاق واسع في أعقاب إعادة تشكيل الدول القومية خلال الحربين العالميتين». جُرد مليوني مواطن سابق في الإمبراطورية الروسية، «المهاجرين البيض»، من جنسيتهم وأصبحوا عديمي الجنسية من قبل الاتحاد السوفيتي في عام 1921. في العالم الغربي، اختفى نزع الجنسية عمليًا بعد الحرب العالمية الثانية. فشلت محاولات تجريد الأمريكيين اليابانيين والكنديين اليابانيين بشكل جماعي في أعقاب الحرب بسبب أحكام المحكمة غير المواتية والتغيرات في الرأي العام. وقد حدت أحكام المحاكم في فرنسا والولايات المتحدة من السلطة التقديرية لسحب الجنسية. إحدى الحجج التي قُدمت لصالح انخفاض حالات التجريد من الجنسية هي زيادة معايير حقوق الإنسان وتزايد الحماية القانونية ضد حالات انعدام الجنسية. إن المملكة المتحدة، التي شهدت معدلًا مرتفعًا لنزع الجنسية في القرن الحادي والعشرين، لم تجرد أي شخص من جنسيته بين عامي 1973 و2002. في عام 2002، غيرت القوانين بحيث أصبح بوسع وزير الداخلية نزع جنسية الأفراد دون المرور بعملية مراجعة مستقلة قبل ذلك. بعد تغيير القانون، حدثت زيادة كبيرة في عدد حالات إسقاط الجنسية.
جلبت هجمات 11 سبتمبر مخاوف متزايدة من الإرهاب، وحاولت الحكومات تقليل أي عقبات قانونية أمام الممارسة غير المحدودة للسلطة التنفيذية التي اعتبرت ضرورية لمكافحة التهديد الإرهابي. نُظر إلى قانون الهجرة على أنه أداة قوية لاستبعاد الأشخاص الذين يعتبرون تهديدًا للأمن القومي، لكن لا يمكن استخدامه إلا ضد غير المواطنين. بالتالي، استحداث أو توسيع التجريد من الجنسية. تشمل البلدان التي استحدثت قوانين التجريد من الجنسية أو توسعت فيها أو أحيت أو فكرت فيها كندا، وفرنسا، والنمسا، وألمانيا، والنرويج، وهولندا، وأستراليا، ومصر، ودول الخليج.

## العواقب
لا يؤدي التجريد من الجنسية بالضرورة إلى فقدان الفرد حق الإقامة القانونية في البلد الذي يسحب جنسيته، ولكنه يحدث في كثير من الأحيان. كثيرًا ما يضطر الأشخاص المجردون من الجنسية إلى العودة إلى بلدان لا تربطهم بها سوى علاقات قليلة، الأمر الذي يؤدي إلى عواقب بعيدة المدى على أسرهم، وحياتهم المهنية، والاجتماعية، ورفاهيتهم. قد يتطلب ترحيل المواطنين المجردين من الجنسية إجراءات قانونية مطولة حسب الحالة، وقد يرفض البلد الذي سيرحلون إليه قبولهم، على سبيل المثال إذا لم يعترف بهم كمواطنين. إن تجريد الشخص الموجود في الخارج من جنسيته عادة ما يمنعه من العودة إلى البلاد. عندما يُطبق التجريد من الجنسية على مجموعات عرقية بأكملها، فإنه غالبًا ما يستخدم كجزء من محاولة لحث الناس على مغادرة البلاد. في الماضي، كان سبب انعدام الجنسية في الغالب هو التجريد من الجنسية.
هناك خلاف حول ما إذا كان التجريد من الجنسية، في الواقع، عقوبة جنائية، أو تدبير غير جنائي للأمن القومي، أو أي شيء آخر. على الرغم من أن رأي الأغلبية هو اعتبار نزع الجنسية عقابًا، غير أن عالمة الجريمة ميلينا تريبكوفيتش تجادل بأن نزع الجنسية هو «عقوبة فريدة من نوعها، تسعى إلى تخفيف حكم الأعضاء الذين لا يستوفون متطلبات المواطنة الأساسية».
التجريد الفعلي من الجنسية هو فقدان فعلي للمواطنة في غياب الانسحاب الرسمي. من الأمثلة على ذلك أوامر الاستبعاد المؤقتة التي تصدرها بعض البلدان لمنع مواطنيها من الدخول، أو إلغاء جواز السفر الذي يستخدم للغرض نفسه. مئات المواطنين من مختلف الدول الأوروبية، اعتبارًا من عام 2021، تقطعت بهم السبل في الشرق الأوسط لأن حكومتهم رفضت إعادتهم إلى وطنهم في غياب سحب الجنسية الرسمية. من ناحية أخرى، تخلت بعض الدول فعليًا عن مسؤوليتها عن مواطنيها المحتجزين لأجل غير مسمى في خليج غوانتانامو. في العديد من البلدان الأفريقية وأماكن أخرى، بما في ذلك جمهورية الدومينيكان وتكساس، يتعمد المسؤولون رفض الوثائق المطلوبة للأشخاص الذين يحق لهم الحصول على الجنسية، وهو ما يمكن أن يكون له عواقب مماثلة لسحب الجنسية. هناك أطفال آخرون غير مسجلين عند الولادة لأسباب لوجستية.